# Özel Çevre Koruma Korumu
De Özel Çevre Koruma Korumu (verder aangeduid als ÖÇKK), is de Turkse Autoriteit voor Milieu Bescherming van Bijzondere Gebieden. Deze werd in 1988 bij decreet van het Turkse kabinet opgericht en in aanvang onder direct toezicht van de premier geplaatst.

## Geschiedenis
Na de officiële bekrachtiging en publicatie in de Staatscourant kreeg het Turkse kabinet de bevoegdheid om gebieden met een hoge ecologische waarde die bedreigd worden met milieuverontreiniging de status van SEPA (Special Environmental Protection Area) te verlenen, teneinde bijzondere maatregelen te kunnen nemen om hun natuurlijke schoonheid voor toekomstige generaties te veilig te stellen.
De praktische uitvoering hiervan (kaderbepaling, inrichting & planologie, regelgeving, en controle) werd toevertrouwd aan de ÖÇKK. In 1991 werd de ÖÇKK onder de verantwoordelijkheid van het nieuw gevormde Ministerie van Milieu geplaatst. Na fusie van dit Ministerie met dat van Bosbeheer in 2003, valt de autoriteit onder het nieuwe Ministerie van Milieu en Bosbeheer. De Turkse Autoriteit voor Milieu Bescherming van Bijzondere Gebieden voert zijn werkzaamheden uit als een openbaar instituut met een speciaal budget. In 2011 heeft er een reorganisatie plaatsgevonden en is de Autoriteit onderverdeeld in een tak die zich bezighoudt met stadsplanning en bebouwing, een tak die bosbeheer uitvoert, en één die zich richt op waterbeheer.

## Missie
De ÖÇKK stelt zich als doel om natuurlijke schoonheid, historisch en cultureel erfgoed, biodiversiteit en water te beschermen, deze waarden te behouden voor toekomstige generaties, regionale ontwikkeling te waarborgen op basis van duurzaamheid en het milieubewustzijn bij de bevolking te bevorderen.

## Doelstellingen
Concreet betekent dit dat bescherming en exploitatie van een SEPA hand in hand moeten gaan, door
- bescherming van akkerbouwgebieden en bossen
- tegengaan van waterverontreiniging
- behoud van de zeldzame draslanden.
- verbetering van de milieu-infrastructuur van nederzettingen in het gebied
- stimulering van economische sectoren zoals landbouw, toerisme en visserij zonder verstoring van het natuurlijk evenwicht.

## Vastgestelde natuurbeschermingsgebieden (SEPA)
- Belek
- Datça - Bozburun
- Gökova
- Gölbaşı
- Kaş - Kekova
- Pamukkale
- Tuz Gölü
- Foça
- Fethiye - Göcek
- Göksu Delta
- Ihlara
- Köyceğiz - Dalyan
- Patara
- Uzungöl

## Kritische kanttekeningen
Hoewel milieubescherming in Turkije op papier goed geregeld lijkt, laat de praktijk dikwijls anders zien. Economische groei prevaleert vaak boven milieubelangen. 

Rijke landbouwgrond wordt opgeofferd ten behoeve van urbanisatie. De urbanisatie als gevolg van migratie uit gebieden met weinig werk leidt verder tot vervuiling van oppervlakte water, bodemerosie en milieuvervuiling door het ontbreken van waterzuiveringsinstallaties en ongecontroleerde afvalstort. 

Om te kunnen voldoen aan EU toelatingsnormen, wordt de Turkse milieuwetgeving aangepast aan internationale standaarden. 

Turkije onderschrijft agenda 21 (1992) en zet zich in om doelstellingen te behalen met betrekking op milieu en duurzaamheid. Aandachtsgebieden zijn water, (chemisch) afval en energievoorziening.